# 楊智傑
楊智傑（1991年12月10日—），台灣男子羽毛球運動員，現為亞柏羽球隊隊員。

## 簡歷
楊智傑畢業於台中市西苑高中，高中畢業後就讀國立體育大學並加入合作金庫羽球隊。楊智傑學生時期的最佳成績僅在亞世青國手選拔取得第六名，因此始終缺乏自信，直到2014年的第1次全國羽球排名賽戰勝林家翾、林祐賢等好手，並取得第六名後才打出自信。同年，他在第2次全國羽球排名賽亞軍戰擊敗施貴鈞，寫下個人在排名賽最佳成績。
2017年，楊智傑在第1次全國羽球排名賽結束後離開合庫球隊，隨友人前往柬埔寨從商，但在國外時對羽球仍難忘懷，因此半年後就返國，並在友人介紹下從亞柏羽球隊重新開始。楊智傑重返球場後，在2018年的第1次全國羽球排名賽復出並且首度闖入男子單打冠軍戰，最後雖敗於土銀的許仁豪，但仍於亞軍戰擊敗呂家弘，贏得亞軍，並以此成績得以入選2018年湯姆斯盃參賽名單。該年5月，楊智傑在全國羽球團體錦標賽以第二單打出戰土地銀行的許仁豪，並以直落二取勝，最終亞柏仍以總分2比3落敗，位居亞軍。
2018年8月，楊智傑代表中華台北參加亞洲運動會羽毛球男子團體項目。準決賽時以總分1比3敗於中國而獲得一面銅牌。
2019年1月，楊智傑在全國羽球排名賽男子單打甲組決賽以2比1（15-21、21-8、21-19）逆轉戰勝同為亞柏選手的隊友劉韋奇，奪下生涯第一座甲組排名賽冠軍。

## 主要比賽成績
只列出曾進入準決賽的國際賽事成績：
| 年份   | 賽事                 | 公開賽級別 | 項目     | 成績   |
| ------ | -------------------- | ---------- | -------- | ------ |
| 2017年 | 越南羽毛球國際挑戰賽 | 國際挑戰賽 | 男子單打 | 準決賽 |
| 2018年 | 亞洲運動會羽毛球比賽 | 其他       | 男子團體 | 銅牌   |
| 2018年 | 比利時羽毛球國際賽   | 國際挑戰賽 | 男子單打 | 準決賽 |

| 2007-2017年 | 首要超級賽 | 超級賽 | 黃金大獎賽 | 大獎賽 | 國際挑戰賽 | 國際系列賽 | 未來系列賽 | 其他 |

| 2018-2026年 | 總決賽 | 超級1000賽 | 超級750賽 | 超級500賽 | 超級300賽 | 超級100賽 | 國際挑戰賽 | 國際系列賽 | 未來系列賽 | 其他 |